# Nardusört
Nardusört (Nardostachys jatamansi) är en kaprifolväxtart som först beskrevs av David Don. Nardusörten ingår i nardusörtssläktet och familjen kaprifolväxter. Inga underarter finns listade i Catalogue of Life.
Nardusörten växer på hög höjd i Himalaya. Ur roten kan utvinnas Nardusolja, som enligt Bibeln (bland annat i Markusevangeliet 14:3-9) användes för att smörja Jesus fötter.

## Bildgalleri

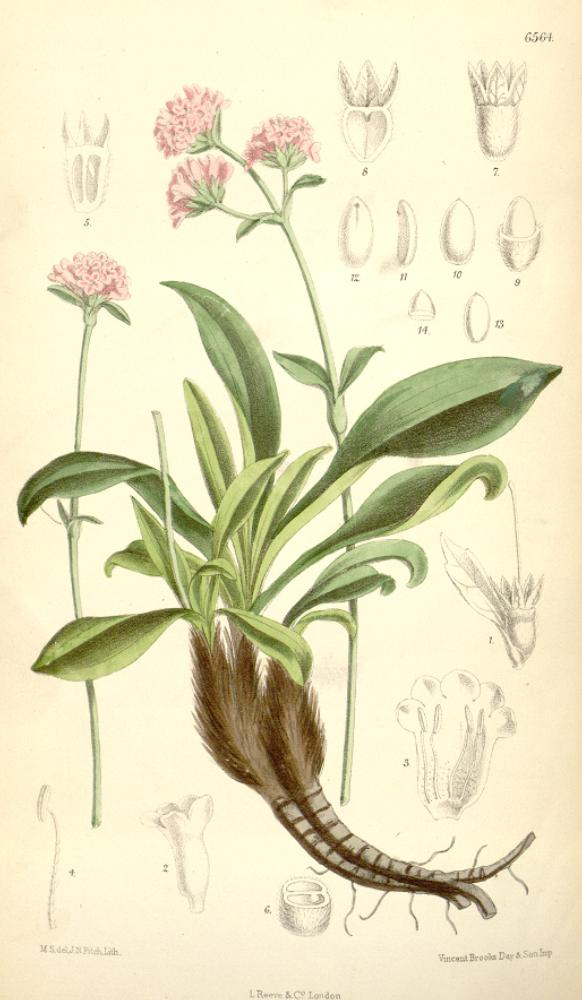
Nardusört på botanisk plansch av J.D. Hooker (1881)
Nardusörten är avbildad i påve Franciskus vapen